# Медянский (Карсунский район)
Медянский — поселок в Карсунском районе Ульяновской области. Входит в состав Урено-Карлинского сельского поселения.

## География
Находится на расстоянии примерно 31 километр по прямой на северо-восток от районного центра поселка Карсун.

## История
Основан в начале XX века. В 1996 — население составляло 15 человек. Входил в 1990-е годы в состав ТПК «Теньковский».

## Население
Население составляло 3 человек в 2002 году (русские 100 %), 3 по переписи 2010 года.